# Max Scherzer
Maxwell M. "Max" Scherzer (27 de julio de 1984) es un lanzador estadounidense de béisbol profesional de las Grandes Ligas que pertenece a los Toronto Blue Jays. Anteriormente jugó con los Arizona Diamondbacks, Washington Nationals, Los Angeles Dodgers, New York Mets, Detroit Tigers, y Texas Rangers. Ganó el Premio Cy Young de la Liga Americana en la temporada 2013. 
En 2015 se convirtió en el sexto lanzador de las Grandes Ligas en lanzar dos juegos sin hits ni carreras en una misma temporada, y en 2016 ganó el Cy Young de la Liga Nacional, convirtiéndose en el sexto lanzador de la historia en ganar el premio en ambas ligas.

## Carrera profesional

### Arizona Diamondbacks
Scherzer fue seleccionado por los Arizona Diamondbacks en la primera ronda (11.ª selección) del draft de 2006. Debutó en Grandes Ligas el 28 de abril de 2008, y registró su primera victoria el 16 de mayo de 2009.

### Detroit Tigers

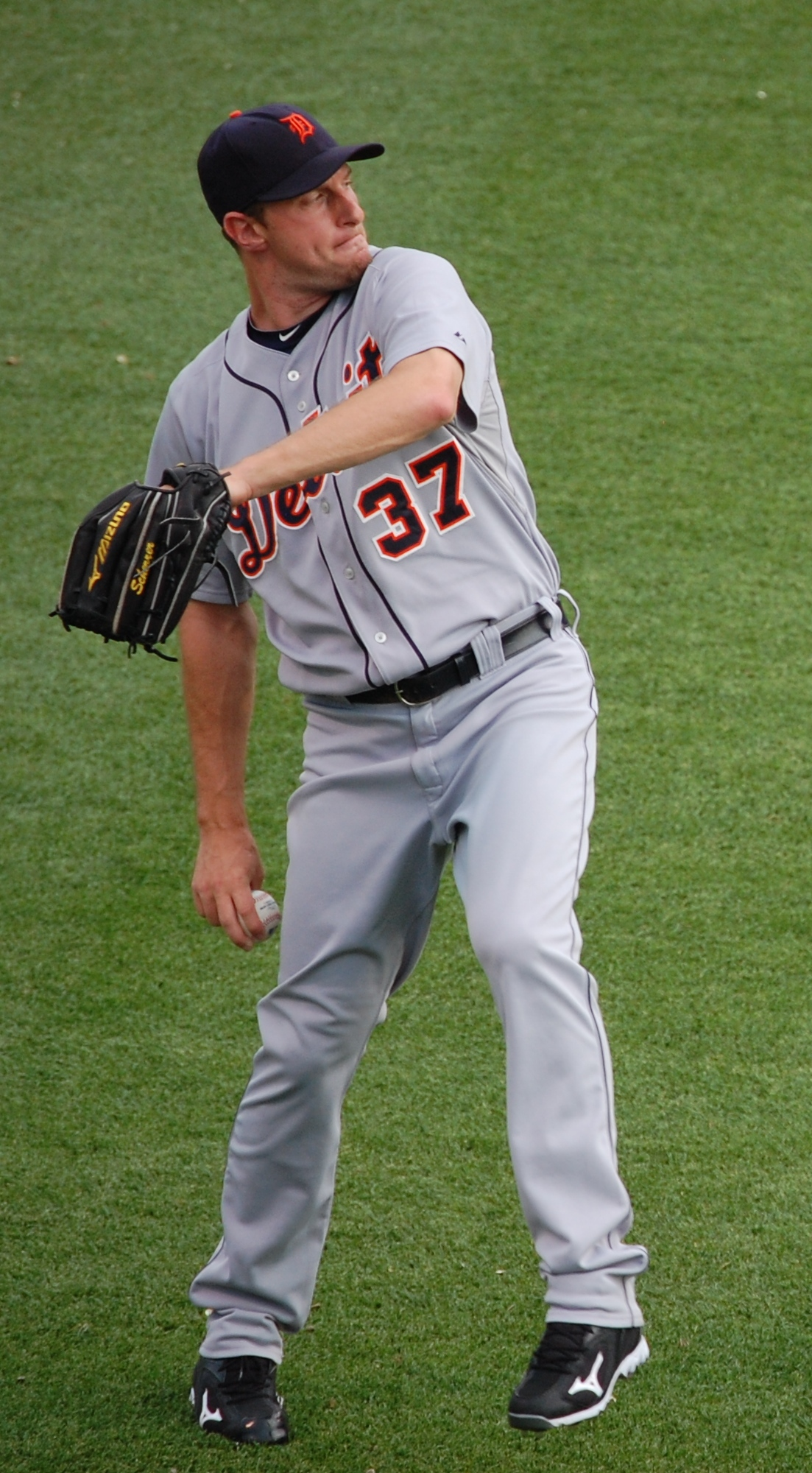
Max Scherzer en 2010.

El 9 de diciembre de 2009, Scherzer fue transferido a los Detroit Tigers en un cambio entre los Tigres, los Diamondbacks y los New York Yankees, el cual también involucró al jardinero Curtis Granderson y al lanzador Ian Kennedy. En 2010, su primera campaña con los Tigres, registró marca de 12-11 con una efectividad de 3.50.
En 2011, registró marca de 15-9 con 4.43 de efectividad. Lanzó el segundo juego de la Serie Divisional ante los Yanquis el 2 de octubre de 2011, en donde no permitió hits hasta la sexta entrada y obtuvo la victoria. En la Serie de Campeonato de la Liga Americana ante los Texas Rangers registró una derrota en dos aperturas.
En 2012, Scherzer lideró la Grandes Ligas con un promedio de 11.09 ponches por cada nueve entradas lanzadas, y quedó de segundo lugar con 231 ponches totales, ocho menos que su compañero de equipo Justin Verlander. Registró marca de 16-7 con efectividad de 3.74 en 32 aperturas y 187 entradas lanzadas. Fue el abridor del cuarto partido de la Serie Divisional ante los Atléticos de Oakland, en donde concedió una carrera sucia y se fue sin decisión. Fue el lanzador ganador del cuarto juego de la Serie de Campeonato, donde los Tigres derrotaron a los Yanquis para acceder a la Serie Mundial. Finalmente, fue el lanzador abridor del cuarto juego de la Serie Mundial de 2012, en donde se fue sin decisión en la derrota que coronó a los Gigantes de San Francisco como campeones.
En 2013, Scherzer ganó el Premio Cy Young como el mejor lanzador de la Liga Americana. Obtuvo la victoria en sus primeras 11 decisiones del 2013, rompiendo la marca de la franquicia establecida por George Mullin en 1909 con 10 victorias. Registró efectividad de 3.05 durante las 15 aperturas que necesitó para romper el récord. Sue serie de victorias terminó con la derrota ante los Texas Rangers el 13 de julio, con lo que dejó marca de 13-1. Debido a su extraordinario inicio de temporada, fue elegido como el lanzador abridor de la Liga Americana en el Juego de Estrellas de 2013. Culminó la temporada con marca de 21-3, el único lanzador en superar las 20 victorias, y quedó quinto de la Liga Americana con 2.90 de efectividad en 214 1⁄3 entradas lanzadas de 32 juegos iniciados. Quedó en segundo lugar con 240 ponches, detrás de los 277 del lanzador Yu Darvish de los Texas Rangers. El 4 de octubre inicia el primer juego de la Serie Divisional ante los Atléticos de Oakland, consiguiendo la victoria y propinando 11 ponches. Fue utilizado como relevista el 8 de octubre en el cuarto juego de la serie, donde lanzó dos entradas y registró la victoria. En la Serie de Campeonato ante los Medias Rojas de Boston, lanzó con éxito el segundo juego al ponchar 13 bateadores en solo siete entradas, pero no obtuvo la victoria debido al mal desempeño de los lanzadores de relevo. En el sexto y último juego de la serie, fue el lanzador que cargó con la derrota que selló el pase de los Medias Rojas a la Serie Mundial.
En 2014, Scherzer participó en el Juego de Estrellas y logró la victoria por parte del equipo de la Liga Americana. Lideró la liga con 18 victorias junto a Corey Kluber y Jered Weaver, por tan solo cinco derrotas. Fue tercero en ponches en Grandes Ligas con 252, y lanzó 220 1⁄3 entradas en 33 aperturas, un nuevo récord personal. Lanzó el primer juego de la Serie Divisional ante los Orioles de Baltimore, donde cargó con la derrota al permitir cinco carreras limpias en 7 1⁄3 entradas.

### Washington Nationals
Scherzer se unió oficialmente a los Washington Nationals el 21 de enero de 2015 luego de firmar un acuerdo $210 millones y siete años, el contrato más lucrativo otorgado a un lanzador después del de Clayton Kershaw.
Fue elegido como el mejor lanzador de mayo y junio en la Liga Nacional. El 20 de junio de 2015 en Washington, Scherzer lanzó el segundo juego sin hits ni carreras en la historia de los Nacionales, una victoria por 6-0 ante los Piratas de Pittsburgh. En las nueve entradas lanzadas, no permitió corredores en base hasta que golpeó a José Tábata con dos strikes y dos outs en la última entrada. Fue la 13.ª vez en la historia que un lanzador pierde un juego perfecto luego de retirar a los primeros 26 bateadores de forma consecutiva.
El 3 de octubre de 2015, Scherzer se convirtió en el sexto lanzador en la historia que lanza dos juegos sin hits ni carreras en una misma temporada, logrando la hazaña en Nueva York ante los Mets. Consiguió 17 ponches en el juego, una nueva marca personal, nueva marca para los Nacionales y el total más alto para un juego sin hits ni carreras desde los 17 ponches de Nolan Ryan el 15 de julio de 1973.
El 11 de mayo de 2016, Scherzer igualó la marca de Roger Clemens, Randy Johnson y Kerry Wood con 20 ponches en un solo juego de nueve entradas, siendo el primero que lo consigue en el siglo XXI. También se convirtió en el 17.º lanzador en registrar una victoria ante los 30 equipos de las Grandes Ligas. El 8 de julio fue invitado al Juego de Estrellas de 2016 en reemplazo de su compañero Stephen Strasburg, quien recién había sido activado de la lista de lesionados. El 16 de noviembre de 2016, fue nombrado como el ganador del Premio Cy Young en la Liga Nacional, convirtiéndose en el sexto lanzador en la historia de las Grandes Ligas en ganar dicho premio tanto en la Liga Nacional como en la Liga Americana.
En 2017, Scherzer fue elegido a su quinto Juego de Estrellas de forma consecutiva, y posteriormente fue designado como el lanzador abridor de la Liga Nacional, para enfrentar a Chris Sale de los Medias Rojas de Boston de la Liga Americana. El 1 de agosto conectó el primer jonrón de su carrera, pero posteriormente abandonó el encuentro con dolores en el cuello. El 18 de agosto fue incluido en la lista de lesionados por primera vez desde 2009, luego de continuar con inflamaciones en el cuello. Regresó al equipo el 28 de agosto ante los Marlins de Miami, llevándose la victoria. Finalizó la temporada con marca de 16-6 y 2.51 de efectividad en 31 aperturas, además de liderar la Liga Nacional por segundo año consecutivo con 268 ponches. EL 15 de noviembre fue anunciado como ganador del Premio Cy Young de la Liga Nacional por segundo año consecutivo, superando en la votación a Clayton Kershaw y a Stephen Strasburg.
En 2018, hizo su tercera apertura del Día Inaugural para Washington y ponchó a siete bateadores consecutivos de los Rojos de Cincinnati en la victoria por 2-0. Fue convocado a su sexto Juego de Estrellas consecutivo, convirtiéndose en el tercer lanzador abridor en 30 años en ponchar por lo menos a cuatro bateadores. Finalizó la temporada con marca de 18-7 y 2.53 de efectividad, quedando en segundo lugar en la votación al Premio Cy Young por detrás de Jacob deGrom.
En 2019, Scherzer se convirtió en el 35.º lanzador en registrar 2,500 ponches en su carrera, el tercero más rápido en conseguirlo por detrás de Randy Johnson y Pedro Martínez. Fue nuevamente nombrado al Juego de Estrellas, su séptima selección consecutiva. En un total de 27 aperturas, registró una marca de 11-7 con efectividad de 2.92 y 243 ponches. En la postemporada, ayudó a los Nationals a ganar la Serie Mundial de 2019, la primera en la historia de la franquicia. Al finalizar la temporada, fue nombrado al primer equipo All-MLB y quedó en tercer lugar en la votación al Premio Cy Young, por detrás de deGrom y Hyun-jin Ryu.
En la temporada 2020 acortada por la pandemia de COVID-19, registró una marca de 5-4 con 3.74 de efectividad y 92 ponches en 12 aperturas.

### Los Angeles Dodgers
El 30 de julio de 2021, Scherzer fue cambiado a Los Angeles Dodgers junto a Trea Turner a cambio de Josiah Gray, Keibert Ruiz, Donovan Casey y Gerardo Carrillo. El 12 de septiembre, se convirtió en el 19.º jugador en alcanzar los 3,000 ponches en su carrera. Terminó la temporada con marca de 15-4 y 2.46 de efectividad con 236 ponches en 30 juegos iniciados.

### New York Mets
El 1 de diciembre de 2021, Scherzer acordó un contrato de tres años y $130 millones con los Mets.